# Fernando Leal

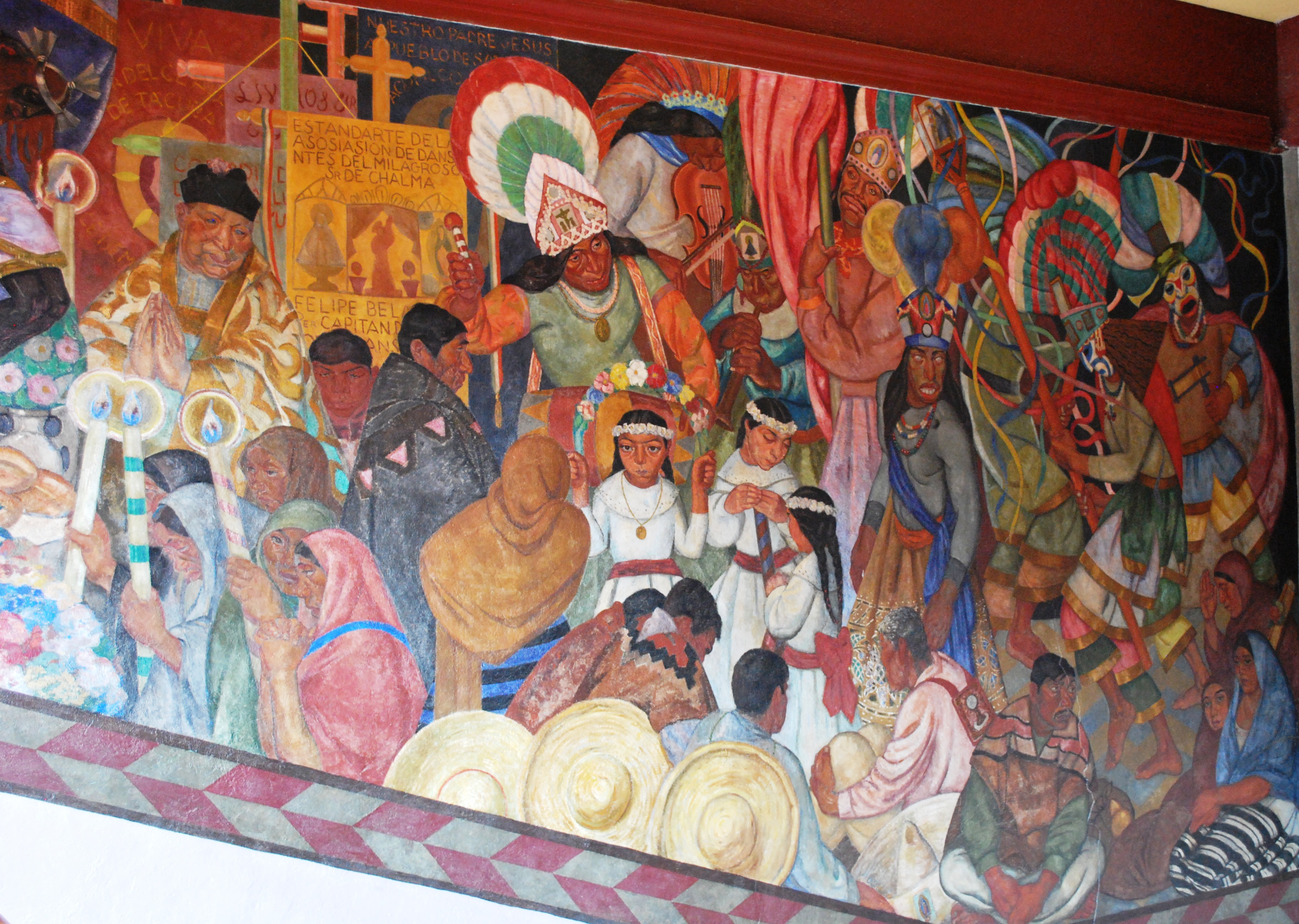
La fiesta del Señor de Chalma en el Colegio de San Ildefonso.

Fernando Leal (Ciudad de México, 26 de febrero de 1896 - 7 de octubre de 1964) fue uno de los primeros pintores del movimiento muralista mexicano que comenzó en la década de 1920. Luego de ver una de sus pinturas, José Vasconcelos, quien era el Secretario de Educación, invita a Leal a pintar en la Escuela Nacional Preparatoria. Esta obra se titula Los danzantes de Chalma. Leal también pinta un mural dedicado a Simón Bolívar en el Anfiteatro Bolívar, y varios murales sobre temas religiosos, como por ejemplo los realizados en la capilla dedicada a la Virgen de Guadalupe en la Villa Basílica en Tepeyac.

## Vida
Fernando Leal nace en Ciudad de México el 26 de febrero de 1896. Estudia arte en la Academia de San Carlos, y luego en la Escuela al Aire Libre de Coyoacán, con el maestro Alfredo Ramos Martínez. Entre sus compañeros de clase estaban Gabriel Fernández Ledesma, Rafael Vera de Córdoba, Ramón Alva de la Canal y Fermín Revueltas.
Leal fallece el 7 de octubre de 1964. Le sobrevive su hijo, Fernando Leal Audirac, quien es también un destacado pintor mexicano.

## Carrera

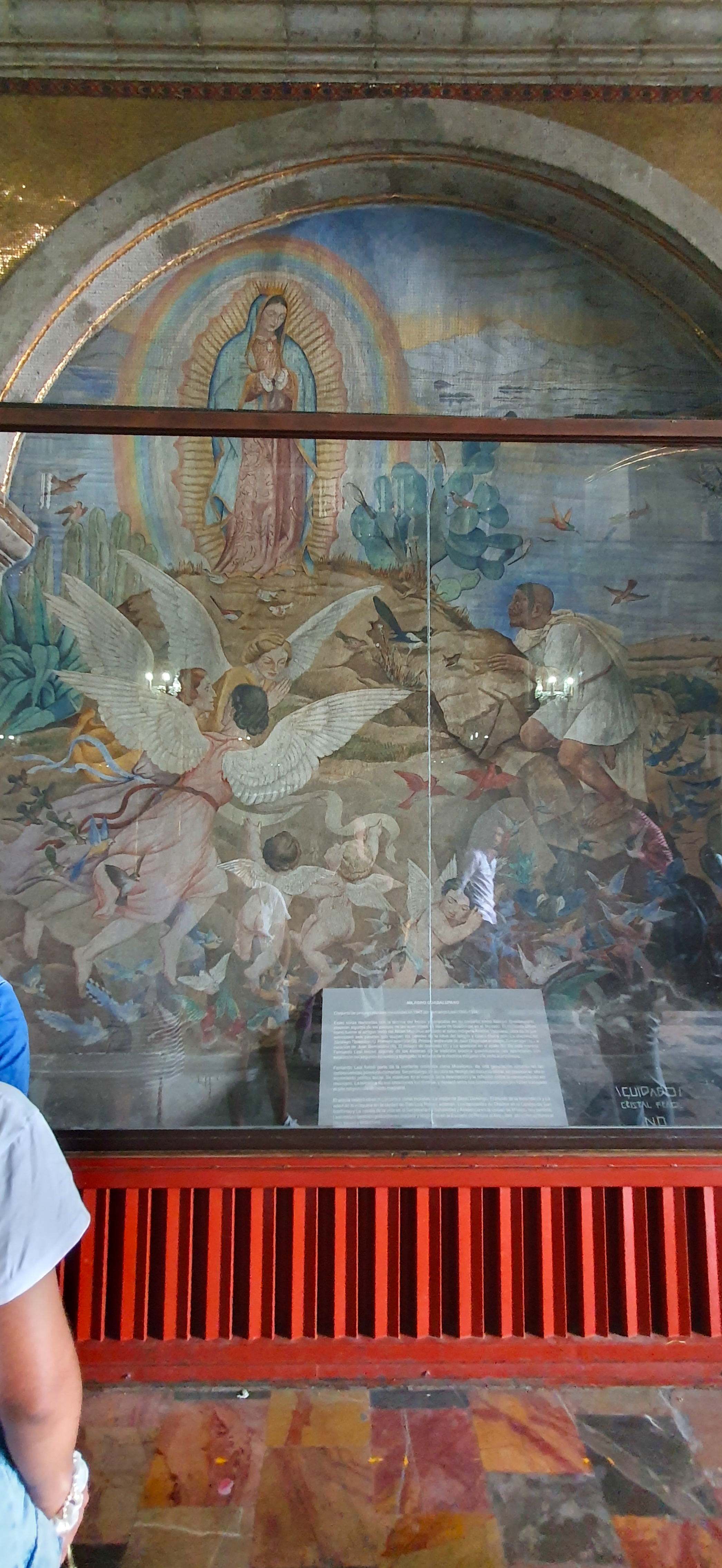
Mural mostrando la aparición de la Virgen de Guadalupe en la capilla de Tepeyac.

Leal fue uno de los primeros muralistas de México, parte de un movimiento que tiene sus comienzos en la década de 1920. En 1921 Vasconcelos, quien era Secretario de Educación, visita la escuela de Leal en Coyoacán. Una pintura de caballete del artista titulada Zapatistas descansando, pintada ese año, le llama la atención. Leal le explica que las imágenes de indígenas con detalles realistas, ejecutadas con técnicas pictóricas europeas, se adaptaban a las necesidades de Vasconcelos. Vasconcelos le pide a Leal que pinte un mural en las paredes de la escuela preparatoria. Leal fue reclutado por Vasconcelos junto con otros artistas entre los que se cuentan Diego Rivera, Xavier Guerrero, Amado de la Cueva, Jean Charlot, David Alfaro Siqueiros entre otros para pintar para el gobierno posrevolucionario, y para ayudar a crear un “nuevo sentimiento de identidad mexicana.”
El primer mural que pinta es Los danzantes de Chalma en la Escuela Nacional Preparatoria, en la actualidad el Antiguo Colegio de San Ildefonso. Leal elige el tema del mural. El mural encáustico muestra la realización de un ritual en el pueblo santuario de Chalma, en una fusión de ritos católicos e indígenas. Su estilo es naturalista con simplificación de las formas de una manera postimpresionista. Enfrente de este mural se encuentra La conquista de Tenochtitlán por Jean Charlot, a quien es invitado por Leal a pintar.
La otra obra muy conocida de su sutoria es un fresco en el Anfiteatro Simón Bolivar, pintado entre 1930 y 1933. Se destaca por la representación que presenta de la vida de Simón Bolívar. En el mural de Bolívar, Leal combina historia y fantasía en la escena principal de Bolívar a caballo. A sus pies se muestra la violencia de la lucha por la libertad, y presenta a indígenas quienes son Musas o inspiración del héroe.
Realiza otros murales los cuales no han sobrevivido. En 1927, pinta murales en el Departamento de Salubridad, pero los mismos fueron destruidos. También fue destruido un mural que pinta en el Instituto Nacional de Panamá, con el título Neptuno encandenado, una crítica al imperialismo. En 1943, pinta dos paneles en la estación de tren de San Luis Potosí titulados El triunfo de la locomotora y La edad de la máquina. En el primero se presenta un contraste entre las formas antigua y moderna de viajar. La forma antigua, a pie y a lomo de burro o caballo, muestra asaltos y otras escenas violentas, mientras que el tren se muestra atravesando grandes distancias. En San Luis Potosí pinta la cúpula de la iglesia de San Juan de Dios, con un trabajo titulado La protección de la Virgen a Santo Domingo. En 1949, pinta siete murales en la Capilla del cerrito de la Villa de Guadalupe, frescos que narran la historia de la aparición de la Virgen de Guadalupe.
Enseñó pintura en la Academia de San Carlos, y en 1927 fue designado director del Centro Popular de Pintura en Nonoalco. Su misión era hacer accesible el arte a la clase trabajadora. En 1952 fue designado Ministro de Cultura, y en 1959 hizo campaña para los derechos de los artistas . Además fue director de la Escuela al Aire Libre de Coyoacán.
Leal fue fundador del grupo ¡30-30!, que publicó un escrito oponiéndose a la ideología académica del arte, y participa de las exposiciones del grupo a partir de 1929. Ocasionalmente escribió sobre crítica del arte. En 1952, publica El derecho de la cultura. También escribió una historia inconclusa de la Academia de San Carlos. También era un avezado tallador de madera. Sus pinturas se exponen en el Museo de Arte Moderno, incluida El hombre de la tuna y Campesinos con sarape.

## Conceptos artísticos
Si bien Leal es conocido por sus murales, también realiza grabados, litografías y pinturas sobre tela. Fue uno de los primeros mexicanos en utilizar varias técnicas diferentes y en crear pequeños modelos de sus obras para investigar la mejor manera de llevar a cabo sus obras monumentales. Por lo general en sus murales utiliza pintura encáustica lo cual resulta en colores ricos y transparentes, con graduaciones sutiles y libres de claroscuros fuertes.
Se destaca por su uso del color y de imágenes rurales y de la cultura popular de México. Sus temas eran en gran medida tradiciones populares y personajes bíblicos, siendo uno de los primeros en usar temas indígenas para obras monumentales. Su obra presenta una síntesis de formas en los estilos de Saturnino Herrán, evitando las alegorías, propias de la escuela pictórica de realismo mexicano. Su estilo artístico se encuentra entre el barroco y el clásico, pero con uso de colores brillantes; la base de sus trabajos es clásica pero la repetición de formas es barroca. Sin embargo, sus obras de tela tienden a ser estilizadas con una simplificación de formas propias de un estilo post-impresionista.